# Лубенко
Лубенко (пол. Łubienko) — село в Польщі, у гміні Тарновець Ясельського повіту Підкарпатського воєводства.
Населення — 333 особи (2011).
У 1975—1998 роках село належало до Кросненського воєводства.

## Географія
Селом протікає річка Хліб'янка.

## Демографія
Демографічна структура станом на 31 березня 2011 року:
|          | Загалом | Допрацездатний вік | Працездатний вік | Постпрацездатний вік |
| -------- | ------- | ------------------ | ---------------- | -------------------- |
| Чоловіки | 162     | 37                 | 103              | 22                   |
| Жінки    | 171     | 37                 | 91               | 43                   |
| Разом    | 333     | 74                 | 194              | 65                   |